# Setosellina elegantula
Setosellina elegantula är en mossdjursart som beskrevs av Jean-Loup d'Hondt och Schopf 1984. Setosellina elegantula ingår i släktet Setosellina och familjen Setosellinidae. Inga underarter finns listade i Catalogue of Life.